# Humangeographie
Die Humangeographie, auch Anthropogeographie (altgriechisch ἄνθρωπος ánthropos „Mensch“) oder Kulturgeographie, ist neben der physischen Geographie der zweite große Teilbereich der Allgemeinen Geographie und beschäftigt sich mit dem Verhältnis von Raum und Mensch oder – genauer – mit der räumlichen Organisation menschlichen Handelns.
Alle Tätigkeiten des Menschen, die den Raum verändern (z. B. Siedeln, Wirtschaften) oder durch räumliche Bedingungen beeinflusst werden (z. B. Mobilität) und sich direkt oder indirekt in zu beobachtenden Strukturen und Prozessen niederschlagen, sind Gegenstand von Teildisziplinen der Humangeographie. Sie erfasst die raumbezogenen Aspekte von Kulturen, Wirtschaft und Gesellschaft in ihrer Vielfalt und ihrem Wandel und untersucht die Beziehungen, Abhängigkeiten und Unterschiede zwischen Regionen und Orten vor dem Hintergrund der Wechselbeziehungen zwischen natürlicher Umwelt, kultureller Gestaltung und individuellem Handeln.
Als Begründer der Humangeographie (Anthropogeographie) gelten Alexander von Humboldt, der die wechselseitigen Beziehungen (Kausalität) zwischen Mensch und Natur erkannte, sowie Friedrich Ratzel mit seinem Werk Anthropogeographie. Die moderne Humangeographie gewinnt eine neue Bedeutung vor dem Hintergrund einer zunehmend globalisierten Wirtschaft und den globalen und regionalen Folgen dieser Entwicklung.
Typische Fachgebiete sind etwa Siedlungs-, Wirtschafts- und Sozialgeographie.

## Bezeichnung
Die gleichberechtigten Begriffe Anthropogeographie und Humangeographie werden synonym verwendet.

## Klassische Teilgebiete
- Bevölkerungsgeographie
- Historische Geographie
- Politische Geographie
- Siedlungsgeographie
  - Stadtgeographie
  - Geographie ländlicher Räume bzw. des ländlichen Raumes
- Sozialgeographie
- Wirtschaftsgeographie
  - Geographie des primären Sektors (z. B. Agrargeographie)
  - Geographie des sekundären Sektors (z. B. Industriegeographie)
  - Geographie des tertiären Sektors (z. B. Handelsgeographie, Tourismusgeographie)
- Verkehrsgeographie

## Weitere Teilgebiete
- Bildungsgeographie
- Energiegeographie
- Geographische Entwicklungsforschung
- Kulturgeographie (Neue Kulturgeographie)
- Politische Ökologie
- Raumforschung, Raumordnung, Raumplanung
- Religionsgeographie
- Wahrnehmungsgeographie
- Zeitgeographie

Uneinigkeit herrscht darüber, ob die Sozialgeographie eine eigenständige Teildisziplin, oder eine synthetisch-integrative Sichtweise der gesamten Humangeographie darstellt. Das Pendant der physischen Geographie würde demnach die geographische Landschaftsökologie darstellen.

## Humangeographische Forschungsparadigmen
In der Geschichte der Humangeographie lassen sich mehrere Paradigmen ausmachen, die zum Teil nebeneinander existierten.

### Propädeutisches Paradigma
Das Paradigma bis ca. 1900 lässt sich als propädeutische Anthropogeographie (Propädeutik = Vorwissenschaft) bezeichnen. Im Zuge der Entdeckung der Welt und europäischer Forschungsreisen (Alexander von Humboldt u. a.) war es die Aufgabe der Geographie, räumliche Erscheinungen und Strukturen zu erfassen und zu kartieren. Im 19. Jahrhundert begann die Etablierung der Geographie als Wissenschaft. Lehrstühle und Geographische Gesellschaften wurden gegründet.

### Natur- oder geodeterministisches Paradigma
Nach der Etablierung der Geographie als Wissenschaft genügte es natürlich nicht nur Erscheinungen zu erfassen. Zunehmend wurde versucht, Strukturen zu erklären. Anthropogeographische Themen wie Bevölkerungsentwicklung, Siedlungssysteme oder wirtschaftlicher Entwicklungsstand wurden dabei überwiegend als Ergebnis natürlicher Bedingungen begründet. Dieser als Natur- oder Geodeterminismus bezeichnete Ansatz gründete auf dem Wissen aus der physischen Geographie über die Geofaktoren Klima, Wasser, Boden, Relief, geologischer Bau sowie Vegetation. So wurde beispielsweise der niedrige wirtschaftliche Entwicklungsstand tropischer Länder klimatisch begründet. So meinte Wladimir Peter Köppen 1931, dass die tropischen Völker faul seien, da die Temperaturen zu hoch sind, um den ganzen Tag zu arbeiten. Die geodeterministische Anthropogeographie führte zu dramatischen Auswüchsen, welche die wissenschaftliche Grundlage für die Blut-und-Boden-Ideologie der Nationalsozialisten bildeten. Trotz zunehmender Kritik nach dem Zweiten Weltkrieg existierte das geodeterministische Paradigma bis 1969.

### Raumwissenschaftliches Paradigma
Ab ca. 1945 etablierte sich als Gegenpol zum Geodeterminismus ein neues Paradigma, das sich als raumwissenschaftliche Anthropogeographie bezeichnen lässt. Kernidee dieses Ansatzes war die Erklärung räumlicher Strukturen durch mathematische Gesetze. Als Vorreiter dieses Paradigmas kann Walter Christaller gelten, der mit seinem System der zentralen Orte 1933 die Verteilung, Größe und Anzahl verschiedener Siedlungen mittels mathematischer Beziehungen erklärte. Das raumwissenschaftliche Paradigma etablierte sich 1969, als auf dem Deutschen Geographentag in Kiel die Abkehr vom Geodeterminismus gefordert und im Wesentlichen auch erreicht wurde.

### Handlungszentriertes Paradigma
Das neueste Paradigma, das neben der raumwissenschaftlichen Geographie entwickelt wird, ist das der handlungszentrierten Humangeographie. Als bedeutender Theoretiker dieses Paradigmas im deutschsprachigen Raum gilt der Jenaer Professor Benno Werlen. Nach ihm soll die Humangeographie nicht mehr untersuchen, wie der Raum menschliche Tätigkeiten bestimmt, sondern wie menschliche Handlungen den Raum gestalten. Werlen (2004) bezeichnet dies als „Geographie-Machen“. Wenn Wissenschaftler beispielsweise über die „Geographie Norddeutschlands“ schreiben, dann müssen sie diese Region erst von anderen abgrenzen, also eine Regionalisierung vornehmen. Regionalisierungen werden also von Menschen durchgeführt. Regionen sind damit nicht naturgegeben, sondern gemacht. Aber auch Nicht-Wissenschaftler machen in ihrem Alltag Geographie. Durch den Kauf bestimmter Produkte werden in einer globalisierten Welt Betriebe in anderen Ländern gefördert. Damit bestimmt jeder Mensch in seinem Alltag wirtschaftliche und soziale Strukturen in anderen Regionen. Räumliche Muster sind also nicht geodeterminiert, sondern werden durch menschliches Handeln definiert.
Viele anthropogeographische Entdeckungen und Theorien lassen sich einem dieser vier Paradigmen zuordnen, die mit der Fachgeschichte der Geographie korrelieren.